# Armandino
Armando Zingone, noto con lo pseudonimo Armandino (Napoli, 1º gennaio 1922 – Napoli, 22 ottobre 2011), è stato un cantante, chitarrista e attore italiano.

## Biografia
Dopo aver iniziato a suonare nei locali della sua città, l'occasione di farsi conoscere a livello nazionale arriva nel 1943, quando Marino Marini, dopo averlo ascoltato, gli propone di entrare nel suo complesso come chitarrista.
Alla fine del decennio entra nella formazione di Peter Van Wood come bassista e cantante, finché, nel 1953, forma una sua orchestra, denominata Armandino e il suo quintetto, con cui si esibisce in molti locali in tutta Italia, tra i quali il Club 84, il Rupe Tarpea ed il Teatro Ambra Jovinelli, e con cui incide per varie etichette, come la Philips e la Cetra.
Tra i musicisti alla chitarra vi è Raf Montrasio, che nel 1957 lascia il complesso per entrare in quello di Renato Carosone e del pianista e compositore Arnaldo Ciato.
Nelle sue esibizioni propone canzoni napoletane, latino-americane e classici della musica leggera italiana; tra i suoi successi ricordiamo Bruceme 'a vocca e Chiove.
L'orchestra appare anche, nel 1963, nel musicarello Canzoni in Bikini di Giuseppe Vari; a metà degli anni '70 Armandino scioglierà il complesso, e si dedicherà al pianobar.
Si è anche dedicato alla recitazione, prendendo parte ad alcuni film tra cui I due vigili nel 1967, per la regia di Giuseppe Orlandini, e Un momento particolare nel 1990, per la regia di Enrico Maria Salerno; dopo quest'ultima esperienza decide di ritirarsi, abbandona Roma e si trasferisce a Poggio Catino.
Negli ultimi tempi era ritornato nella sua zona d'origine e viveva a Procida.
Armandino Zingone è deceduto il 22 ottobre 2011 a Napoli, al policlinico Federico II, all'età di 89 anni.

## Discografia parziale

### Album
- 1958: Armandino e il suo quintetto (Philips P 10688 R) Serenatella sciuè sciuè / 'Na vota sulamente / 'O suspiro / Strada 'nfosa / Pobre luna / Rome by night / Rome by night / Chillo ca sposa a te / Manname nu raggio 'e sole / Pariggi è sempre Pariggi / Resta cu mme [formazione: Armando Zingone, chitarra e canto / Arnaldo Ciato, pianoforte / Santino Tedone, sax / Giorgio Vanni, batteria / Pippo Caruso, chitarra]
- 1959: Armandino da Oliviero (Philips  P 08506 L)

### Singoli
- 1956: Tine Mary/Merwil (Cetra, DC 6512)
- 1957: Lazzarella/Minha Morena (Cetra)
- 1958: Alta marea / La girandola (Philips 363 312 PF; lato B eseguito da Arnaldo Ciato)
- 1958: Raunchy / Marjolaine (Philips 363 352 PF)
- 1959: Io / Donna (Philips 363 383 PF)
- 1959: Tre volte baciami / Al chiar di luna porto fortuna (Philips 363 384 PF)
- 1959: Alma Llanera / Pity Pity (Philips 363 416 PF)
- 1959 - Nun è peccato / Sarrà chi sa (Philips 363 417 PF)
- 1960: Luci della città / A femmena bella è come 'o sole (Philips 363 474 PF)
- 1964: Serenata trasteverina / Osterie romane (Pig PI 7150)

### EP
- 1957 - Chiove / Tine Mary / Io, mammeta e tu / Il sottoscritto Semmola Giovanni (Cetra EP 0568)
- 1957 - Serenatella sciuè sciuè / Chillo ca sposa a te / Pobre luna / Manname 'nu raggio 'e sole (Philips 421 823 PE)
- 1957 - Rome by night / 'O suspiro / 'O sisco / Quel motivetto che mi piace tanto (Philips 421 824 PE)
- 1958 - Tipitipitipso / Tammy / 'A sunnambula / Banana boat (Philips 421 842 PE)
- 1958 - Pariggi è sempre Pariggi / 'Na vota sulamente / 'A reggina 'e Napule / Fravula fra' (Philips 421 852 PE)